# Aulnay-sur-Mauldre
Aulnay-sur-Mauldre è un comune francese di 1 170 abitanti situato nel dipartimento degli Yvelines nella regione dell'Île-de-France. Come si evince dal nome, è bagnato dal fiume Mauldre, un affluente della Senna.

## Società

### Evoluzione demografica
Abitanti censiti

## Amministrazione

### Gemellaggi
- Carnoustie (Regno Unito)[2]